# Deutsche Skimeisterschaften 1902
Die Deutschen Skimeisterschaften für 1902 wurden vom 31. Januar bis 2. Februar im Rahmen der Schneeschuhwettläufe des Ski Clubs Schwarzwald auf dem Feldberg im Großherzogtum Baden ausgetragen.
Der Meistertitel im Dauerlauf über 25 Kilometer fiel ebenso wie jener im Sprungrennen dem norwegischen Leutnant Thorleif Bache aus Drammen zu.

## Kurze Geschichte

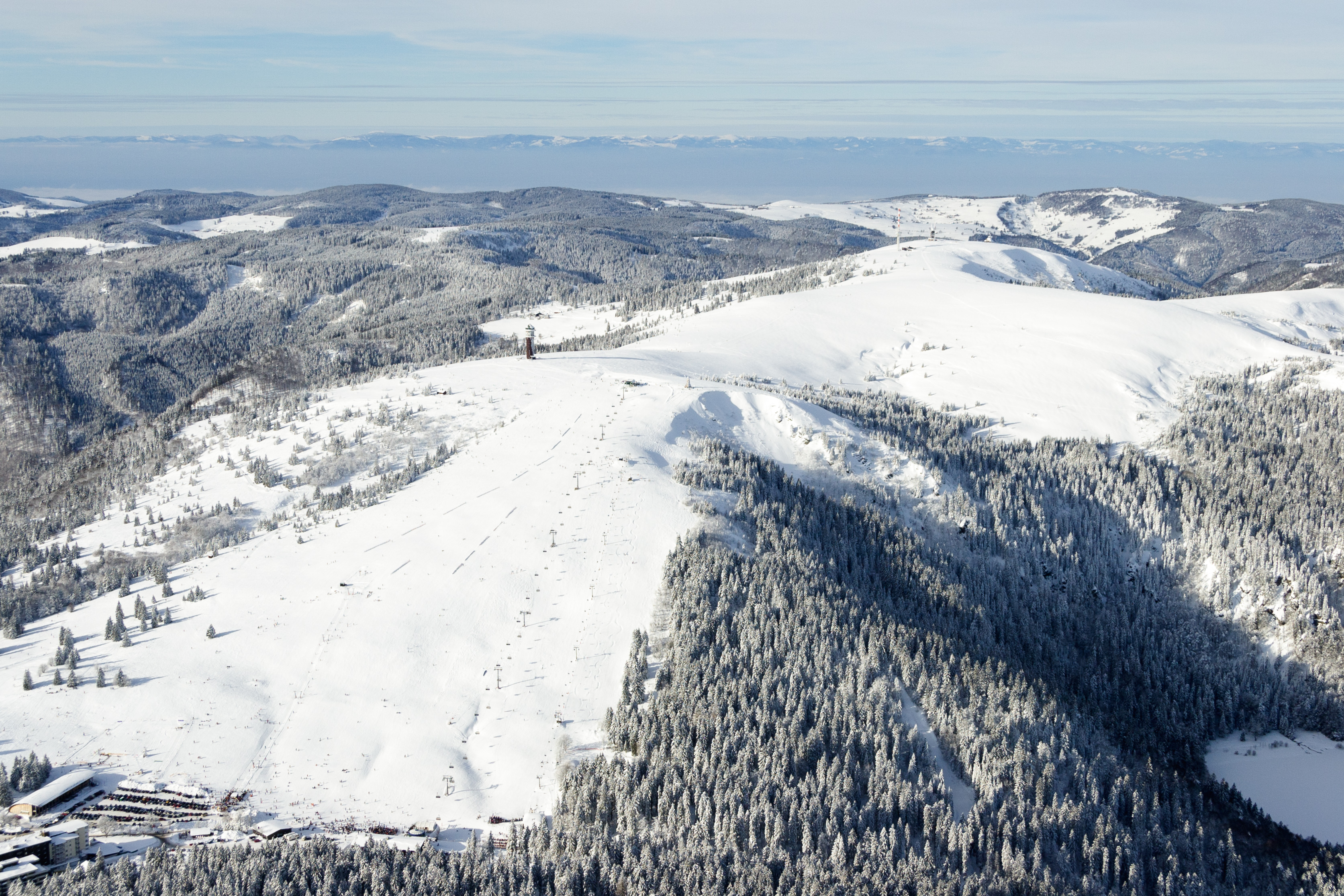
Luftbildaufnahme (2004) des Seebucks mit Wintersportbetrieb am Südosthang beim (modernen) Feldbergerhof (links) und dem Feldseekessel (rechts)

Die Meisterschaftsläufe für Deutschland im Dauerlauf über 25 Kilometer und im Sprungrennen wurde wie bereits seit 1900 vom Skiclub Schwarzwald ausgeschrieben und kamen am 31. Januar bzw. am 2. Februar im Rahmen der auf drei Tage anberaumten Schneeschuhwettläufe am Feldberg zur Austragung. Die Meisterschaften wurden international ausgeschrieben, das bedeutete, dass sich auch ausländische Sportler daran beteiligen und den Titel eines Deutschen Meisters erringen konnten. Der Sieger erhielt als Preis den Goldenen Ski des Skiclubs Schwarzwald, die Zweit- und Drittplatzierten Ehrenpreise und Diplome.
Neben den Meisterschaftsläufen kamen am ersten und am dritten Tag noch weitere Rennen zur Durchführung, darunter Militär-, Volks-, Jugend- und Damenskiläufe. Der Dauerlauf um die Meisterschaft im Ski Club Schwarzwald am Samstag musste hingegen aufgrund heftigen Sturms abgesagt werden. Traditionsgemäß beteiligten sich an den Wettbewerben auch die im Elsaß stationierten Jägerbataillone. Von den damals bzw. später bekannten Skisportlern gewann der zu dieser Zeit als Einjährig-Freiwilliger verpflichtete Rudolf Biehler (Deutscher Meister 1909) den Seebucklauf, während sein Bruder Bruno Biehler (Dt. Meister 1908) den zweiten Rang im Schülerdauerlauf und den dritten Platz im Schülersprungrennen vor Alfred Walter (Dt. Meister 1905) belegte.
Die diesjährige Veranstaltung wurde nicht nur von den schlechten Wetterverhältnissen getrübt die mehreren Teilnehmern Erfrierungen an Ohren, Händen und Fingern davontragen ließ, sondern war auch noch von einem tragischen Unglück überschattet. Am 28. Februar übte ein Leutnant des 5. Badischen Infanterie-Regiment Nr. 113 mit einer Gruppe von sechs Einjährig Freiwilligen auf dem Feldberg. Als drei Mann aus Erschöpfung über den Felsenweg den Rückweg zum Hotel antraten wurden sie von einer Schneerutschung in die Tiefe gerissen, wobei der 25-jährige Arzt Otto Scheller aus Kattowitz verschüttet wurde und zu Tode kam. Bei der mehrtägigen erfolglosen Suche wurden weitere vier Personen verschüttet, konnten jedoch allesamt rechtzeitig befreit werden.

## Skilanglauf
| Platz | Sportler       | (Land), Verein, Ort                      | Zeit        |
| ----- | -------------- | ---------------------------------------- | ----------- |
| 1     | Thorleif Bache | Norwegen                                 | 3:00:00,0 h |
| 2     | ? Wich         | Rhein. Jägerbataillon Nr. 8 Schlettstadt | 3:29:00,0 h |
| 3     | Robert Isele   | SC Schwarzwald, Neuglashütten            | 3:41:00,0 h |

Datum: 31. Januar 1902
Streckenverlauf: Belchen – Feldberg – Feldberger Hof.
Teilnehmer: Gestartet: 7; Gewertet: 3;
Der Startpunkt der Strecke befand sich wie in den Vorjahren auf dem Gipfel des Belchen (1.414 m). Zum Start im 09:00 Uhr (MEZ) fanden sich sieben Skiläufer, darunter ein Norweger und ein Vertreter aus der Steiermark ein. Der Wettbewerb führte beginnend mit einer Abfahrt vom Belchen über eine Länge von 25 Kilometer über den Gipfel des Feldbergs (1.493 m) bis zum Ziel beim Feldberger Hof (1.300 m). Hierbei hatten die Skiläufer insgesamt Abfahrten von 800 Meter und Steigungen von 700 Meter zu bewältigen.
Die Witterungsbedingungen waren äußerst ungünstig. Neben dichtem Nebel erschwerte vor allem sturmhafter Gegenwind auf den Höhen das Fortkommen der Skiläufer. Mehrere Teilnehmer erreichten das Ziel nicht. Einige Skiläufer verfuhren sich am Notschrei und liefen statt auf den Feldberg nach Fahl, ein Oberjäger kam erst in der Nacht auf den Feldbergturm, übernachtete in einem Stall und erreichte erst am nächsten Tag den Feldberger Hof.
Trotz der widrigen Wetterbedingungen erlief sich Thorleif Bache die Deutsche Meisterschaft im Dauerlauf in einer neuen Rekordzeit von genau 3 Stunden, wodurch er um acht Minuten unter der Vorjahresbestzeit von Henry Hoek, der sich diesmal nicht am Wettbewerb beteiligte, blieb. Während des Rennens duellierte sich Bache lange Zeit mit dem Oberjäger Wich vom Rheinischen Jägerbataillons Nr. 8, der nur knapp hinter ihm lief. Erst als es galt eine größere Eisfläche zu passieren, die der Norweger mit einem bravourösen Sprung von mehreren Metern überwand, während Wich die gefährliche Stelle mit Sorgfalt langsam befuhr, hatte sich der Kampf um den Sieg zugunsten Baches entschieden, der schlussendlich auf seinen Verfolger noch einen Vorsprung von knapp einer halben Stunde herauslief.
Einem nachträglich in der Freiburger Zeitung abgedruckten Bericht eines Augenzeuges zufolge, schien Bache im Ziel angekommen "durchaus nicht ermüdet" und soll gesagt haben, "dass der Sturm so furchtbar gewesen sei, dass er das Gefühl gehabt habe, als ob er gar keine Kleidung angehabt habe". Er berichtete auch vom Zweitplatzierten Oberjäger Wich, "dass dieser Kopfbedeckung und Handschuhe verloren habe, sein Kopf völlig vereist und eine Hand erfroren sowie der Mann selbst aufs Äußerste erschöpft gewesen war". "Einzig der dritte Mann habe keine Frostschäden erlitten", führte er weiter aus, "er sei aber von unten herauf statt von oben herunter gekommen, da er seinen Weg völlig verloren gehabt hatte". "Von den noch fehlenden vier Mann hörte man von dreien im Laufe des Nachmittags von umliegenden Gehöften, dass sie unter Dach und Fach wären, der vierte blieb verschwunden und man hatte bis zum nächsten Tag keine Ahnung von seinen Verbleib. Erst Samstag Mittag kam er sehr erschöpft ohne Ski an. Er hatte die Nacht in der Nähe des Feldbergturmes in einer Hütte zugebracht und am Samstag in dichtestem Schneetreiben nach 22-stündigem Umherirren endlich das Feldberggasthaus gefunden".

## Skispringen
| Platz | Sportler           | (Land), Verein, Ort | Weite  |
| ----- | ------------------ | ------------------- | ------ |
| 1     | Thorleif Bache     | Norwegen            | 22,5 m |
| 2     | Thorvald Heyerdahl | Norwegen            | ?      |
| 3     | Anders Holte       | Norwegen            | ?      |

Datum: 2. Februar 1902
Skisprungschanze: Feldberghügel
Die Meisterschaft für Deutschland im Sprunglauf gewann der Norweger Thorleif Bache mit einem tadellos und sicher ausgeführten Sprung auf 22,5 Meter. Bache sorgte damit für den dritten norwegischen Erfolg beim Internationalen Feldbergsprunglauf in Folge. Die Athleten hatten jeweils insgesamt drei Sprünge zu absolvieren, von denen der weiteste gestandene Sprung in die Wertung kam. Außer Bewerb erzielte einer der Norweger eine Höchstweite von 29,5 Meter.